# Al-Qusayr
al-Qusayr (arabiska القصير) är en stad i västra Syrien, nära gränsen mot Libanon. Den är en av de största städerna i provinsen Homs och hade 29 818 invånare vid folkräkningen 2004.